# Gazoldo degli Ippoliti
Gazoldo degli Ippoliti är en ort och kommun i provinsen Mantua i regionen Lombardiet i Italien. Kommunen hade 2 980 invånare (2018).